# Lijst van voetbalinterlands Kenia - Swaziland
Deze lijst van voetbalinterlands is een overzicht van alle officiële voetbalwedstrijden tussen de nationale teams van Kenia en Swaziland. De landen hebben tot op heden zes keer tegen elkaar gespeeld. De eerste ontmoeting, een kwalificatiewedstrijd voor de Afrika Cup 2002, was op 2 juli 2000 in Lobamba. Het laatste duel, een vriendschappelijke wedstrijd, werd gespeeld in Machakos op 25 mei 2018.

## Wedstrijden
| № | Plaats   | Datum         | Competitie                   | Wedstrijd         | Uitslag |
| - | -------- | ------------- | ---------------------------- | ----------------- | ------- |
| 1 | Lobamba  | 2 juli 2000   | Afrika Cup 2002 kwalificatie | Swaziland − Kenia | 3 − 2   |
| 2 | Nairobi  | 15 juli 2000  | Afrika Cup 2002 kwalificatie | Kenia − Swaziland | 3 − 0   |
| 3 | Nairobi  | 25 maart 2007 | Afrika Cup 2008 kwalificatie | Kenia − Swaziland | 2 − 0   |
| 4 | Lobamba  | 3 juni 2007   | Afrika Cup 2008 kwalificatie | Swaziland − Kenia | 0 − 0   |
| 5 | Kitwe    | 9 juli 2013   | COSAFA Cup 2013              | Kenia − Swaziland | 2 − 0   |
| 6 | Machakos | 25 mei 2018   | Vriendschappelijk            | Kenia − Swaziland | 0 − 1   |

## Samenvatting
| Competitie              | Totaal gespeeld | Winst Kenia | Gelijk | Winst Swaziland | Doelsaldo Kenia – Swaziland |
| ----------------------- | --------------- | ----------- | ------ | --------------- | --------------------------- |
| Afrika Cup-kwalificatie | 4               | 2           | 1      | 1               | 7 − 3                       |
| COSAFA Cup              | 1               | 1           | 0      | 0               | 2 − 0                       |
| Vriendschappelijk       | 1               | 0           | 0      | 1               | 0 − 1                       |
| Totaal                  | 6               | 3           | 1      | 2               | 9 − 4                       |

KFF · Selecties · Keniaans vrouwenelftal
1926 – 1939 · 
1940 – 1949 · 
1950 – 1959 · 
1960 – 1969 · 
1970 – 1979 · 
1980 – 1989 · 
1990 – 1999 · 
2000 – 2009 · 
2010 – 2019 ·
2020 − 2029
Algerije ·
Angola ·
Australië ·
Bahrein ·
Botswana ·
Burkina Faso ·
Burundi ·
Centraal-Afrikaanse Republiek ·
China ·
Comoren ·
Congo-Brazzaville ·
Congo-Kinshasa ·
Djibouti ·
Egypte ·
Equatoriaal-Guinea ·
Eritrea ·
Ethiopië ·
Gabon ·
Gambia ·
Ghana ·
Guinee ·
Guinee-Bissau ·
India ·
Indonesië ·
Irak ·
Iran ·
Ivoorkust ·
Jemen ·
Jordanië ·
Kaapverdië ·
Kameroen ·
Koeweit ·
Lesotho ·
Liberia ·
Libië ·
Madagaskar ·
Malawi ·
Maleisië ·
Mali ·
Marokko ·
Mauritanië ·
Mauritius ·
Mozambique ·
Namibië ·
Nieuw-Zeeland ·
Nigeria ·
Oeganda ·
Oman ·
Pakistan ·
Qatar ·
Rusland ·
Rwanda ·
Senegal ·
Seychellen ·
Sierra Leone ·
Soedan ·
Somalië ·
Swaziland ·
Taiwan ·
Tanzania ·
Thailand ·
Togo ·
Trinidad en Tobago ·
Tunesië ·
Verenigde Arabische Emiraten ·
Zambia ·
Zimbabwe ·
Zuid-Afrika ·
Zuid-Korea ·
Zuid-Soedan ·
Zwitserland
NFAS · 
Swazisch vrouwenelftal
1968 · 
1969 · 
1970 · 
1971 · 
1972 · 
1973 · 
1974 · 
1975 · 
1976 · 
1977 · 
1978 · 
1979 · 
1980 · 
1981 · 
1982 · 
1983 · 
1984 · 
1986 · 
1987 · 
1988 · 
1989 · 
1990 · 
1991 · 
1992 · 
1993 · 
1994 · 
1995 · 
1996 · 
1997 · 
1998 · 
1999 · 
2000 · 
2001 · 
2002 · 
2003 · 
2004 · 
2005 · 
2006 · 
2007 · 
2008 · 
2009 · 
2010 · 
2011 · 
2012 · 
2013 · 
2014 ·
2015 ·
2016 ·
2017 ·
2018 ·
2019 ·
2020 ·
2021 ·
2022 ·
2023 ·
2024
Angola ·
Botswana ·
Burkina Faso ·
Comoren ·
Congo-Brazzaville ·
Congo-Kinshasa ·
Djibouti ·
Egypte ·
Eritrea ·
Gabon ·
Ghana ·
Guinee ·
Guinee-Bissau ·
Kaapverdië ·
Kameroen ·
Kenia ·
Lesotho ·
Libië ·
Madagaskar ·
Malawi ·
Mali ·
Mauritius ·
Mozambique ·
Namibië ·
Niger ·
Nigeria ·
Senegal ·
Seychellen ·
Sierra Leone ·
Soedan ·
Somalië ·
Tanzania ·
Togo ·
Tunesië ·
Zambia ·
Zimbabwe ·
Zuid-Afrika